# Tommy Koverhult
Tommy Koverhult, född 11 december 1945, död 9 december 2010, var en svensk jazzsaxofonist. Han spelade bl.a. med Bernt Rosengren, Lasse Werner, Monica Zetterlund, Gunnar Bergsten, Sevda och Eje Thelin Group.
Koverhult har även varit verksam vid Dramaten, 1969 medverkade han i pjäsen Flotten tillsammans med Börje Ahlstedt och 2005 medverkade han som musiker i pjäsen Baal.
1983 erhöll Tommy Koverhults kvintett utmärkelsen Jazz i Sverige, vilket resulterade i en skivinspelning tillsammans med Bobo Stenson och Leroy Loewe. 
Tillsammans med kollegan Bernt Rosengren förärades svensk jazz med tre guldskivor:
Stockholm Dues (1965), Improvisationer (1969) och Notes from the Underground (1971).

## Diskografi (urval)
- 1975 – Tommy Koverhult & Jan Wallgren Quintet
- 1983 – Jazz i Sverige '83
- 1985 – Live at Nefertiti
- 2006 – In a Cool Way (med Ove Hollner)
- 2007 – Trane to Taube